# Acanthodactylus gongrorhynchatus
Acanthodactylus gongrorhynchatus е вид влечуго от семейство Гущерови (Lacertidae).

## Разпространение
Видът е разпространен в Обединени арабски емирства и Саудитска Арабия.